# Konrad von Füssen
Konrad von Füssen, ein Dominikanerpriester, war bis 1324 Beichtvater im Dominikanerinnenkloster Engelthal bei Nürnberg. Er kann als der Anreger der Engelthaler mystischen Literatur gelten. Weder Geburts- noch Todesdatum sind bekannt.

## Leben
Über das Leben Konrads von Füssen ist kaum etwas bekannt. Der (Dominikaner-)„Bruder“, wie er in den Quellen genannt wird, war jedenfalls zu Anfang des 14. Jahrhunderts als Seelsorger in Engelthal tätig. Nach seinem Weggang nach Freiburg (i. Br.) im Jahre 1324 verliert sich jede weitere Spur. Bezeugt ist, dass er im Jahre 1317 die Mystikerin Christine Ebner (1277–1356) zur Niederschrift ihrer Gnadenerlebnisse angeregt hat; ungefähr zur gleichen Zeit bewegte er auch den begnadeten Engelthaler Klosterkaplan Friedrich Sunder (1254–1328), sein „Gnadenleben“ aufzuzeichnen. Konrad sah es offensichtlich geradezu als eine Pflicht der Begnadeten, das Gnadenwirken Gottes in Wort und Schrift öffentlich kundzutun. So wurde er zum Initiator der Engelthaler literarischen Tätigkeit.
Nach dem Weggang Konrads entwickelte diese Tätigkeit eine Eigendynamik und blühte bis über die Jahrhundertmitte hinaus fort. Engelthal wurde zum produktivsten Zentrum volkssprachiger Viten- und Offenbarungsliteratur des 14. Jahrhunderts in Deutschland.

## Bedeutung
So wenig über die Person Konrads bekannt ist, umso mehr findet seine Gestalt Interesse in der heutigen Forschung als ein Typus von Nonnenseelsorger, der für das, was unter dem Begriff „Frauenmystik“ diskutiert wird, von wesentlicher Bedeutung ist. Die Funktion des geistlichen Beraters und Beichtvaters oder auch „Seelenfreunds“ der Nonnen wird unterschiedlich beurteilt: Wird er einesteils oft als der eigentlich aktive Part, als Anreger und Ideengeber gesehen, so wird andernteils oft seine eher dienende Funktion herausgestellt; daneben wird auch ein gleichrangiges partnerschaftliches Verhältnis konstatiert. Tatsächlich hat es all diese Möglichkeiten auch real gegeben. (Vgl. z. B. Johannes Marienwerder, Heinrich von Nördlingen, Heinrich Seuse.)
Konrad von Füssen ist nun das deutliche Beispiel eines Seelsorgers, der nicht selbst Mystiker war, aber einen wachen Sinn hatte für die neuen religiösen Erfahrungen und Frömmigkeitshaltungen, die heute gerne mit dem – erst später hierfür verwendeten – Begriff „mystisch“ bezeichnet werden. Er selbst war von dieser Art der Spiritualität berührt, wenn er z. B. den zu dieser Zeit wieder neu erfassten urchristlichen Gedanken aufgreift, den „Eigenwillen“ (d. h. den auf das eigene Ich gerichteten Willen) aufzugeben. Gewiss hatte auch er dominikanische Predigten gehört, wie sie in Engelthal bezeugt sind, in denen von einer neuen Gnadenzeit und einem neuen, persönlichen Verhältnis des Menschen zu Gott gesprochen wird. Für das Beispiel Engelthal ist aber eindeutig belegt: Diese neue Spiritualität geht hier nicht von den dominikanischen Predigerbrüdern aus, denn Christine Ebner hatte 1317 schon über 25 Jahre lang Gnadenerfahrungen gemacht. Die Dominikaner greifen jedoch diese neue Spiritualität auf, verdeutlichen sie durch theologische Begrifflichkeit und geben Anstoß zur schriftlichen Abfassung. „Mystik“, soweit sie literarisch fassbar ist, entsteht so in einem differenzierten Diskurs von religiosen (sic!) Frauen und ihren Seelsorgern, wobei im Falle Engelthal das Erleben der Frauen primär war, Konrad von Füssen jedoch der Impuls zur Verschriftlichung zu verdanken ist.